# Bahnhof Berlin Schönhauser Allee
Der Bahnhof Berlin Schönhauser Allee ist ein S-Bahnhof im Berliner Ortsteil Prenzlauer Berg des Bezirks Pankow. Der im Geländeeinschnitt liegende Bahnhof der S-Bahn wurde 1879 eröffnet und liegt an der Berliner Ringbahn. Er ist verbunden mit dem U-Bahnhof Schönhauser Allee, der sich im Zuge der Schönhauser Allee an der Hochbahnstrecke der U-Bahn Berlin befindet und 1913 in Betrieb genommen wurde.

## S-Bahnhof
Der erste Teil der Ringbahn im Norden und Osten wurde am 17. Juli 1871 eröffnet, 1877 war der Ring komplett. Der Haltepunkt an der Schönhauser Allee wurde erst am 1. August 1879 eröffnet, 1889 erhielt der Bahnhof ein im Akademismus gehaltenes kleines Stationsgebäude. Mit dem Wachsen der Bevölkerung im von Mietskasernen dominierten Stadtteil Prenzlauer Berg gewann der Bahnhof an Bedeutung. Nach 1900 kam die elektrische Straßenbahn hinzu, ab 1913 hielt hier auch die Berliner Hoch- und Untergrundbahn.
Der Bahnhof erhielt 1913 einen weiteren Zugang an der Ostseite des Bahnsteigs durch eine Art Treppentum mit einem Ausgang auf die 1910–1911 erbaute Greifenhagener Brücke, die heute als Baudenkmal unter Denkmalschutz steht.
Am 27. Juni 1922 ereignete sich im Vorfeld des Bahnhofs (nach anderen Quellen eher im Bereich des Bahnhofs Gesundbrunnen) ein schwerer Eisenbahnunfall: Zahlreiche Fahrgäste, die nicht mehr in die überfüllten Wagen gelangen konnten und auf den Trittbrettern mitfuhren, stürzten von zwei fahrenden Zügen auf die Gleise. Mindestens 45 Tote waren die Folge.
Bis zur Elektrifizierung der Berliner Ringbahn und der Vorortbahnen fuhren Dampfzüge auf der Ringbahn-Trasse. Am 1. Februar 1929 hielten erstmals die elektrischen Triebwagen-Züge der Berliner S-Bahn im Bahnhof.
Während des Zweiten Weltkriegs fuhren die Züge der Berliner S-Bahn weiterhin, erst zwischen März/April und Juni 1945 fehlte der Strom für den Betrieb. Mit der politischen Spaltung und dem späteren Mauerbau gewann der Bahnhof wegen der geänderten Verkehrsströme weiter an Bedeutung. Im Dezember 1952 hatte die Deutsche Reichsbahn die Gütergleise zwischen Schönhauser Allee und Bornholmer Straße mit Stromschienen versehen, sodass dort auch S-Bahn-Züge fahren konnten. 1961 war die Berliner Ringbahn geteilt und die S-Bahnen fuhren nun auf direktem Wege über die Gütergleise, auch als „Ulbrichtkurve“ bezeichnet, am Bahnhof Bornholmer Straße vorbei über Pankow bis zum Bahnhof Berlin-Buch und zum Bahnhof Bernau, ab 1961 auch zum Bahnhof Oranienburg.
Kurz nach dem Mauerbau ließ die Deutsche Reichsbahn im Jahr 1962 ein neues, mit weißen Keramikfliesen verblendetes Stationsgebäude in Stahlbetonbauweise errichten und einen neuen Zugang von diesem zum S-Bahnsteig anlegen. Der bisherige Zugang vom alten Gebäude zum S-Bahnsteig wurde für die Durchführung eines Verbindungstunnels unter der Fahrbahn der Schönhauser Allee hindurch zum U-Bahnhof benutzt. Weiterhin wurde der östliche Ausgang an der Greifenhagener Brücke über eine Fußgängerbrücke mit der Schönhauser Allee verbunden.

S-Bahnhof Schönhauser Allee
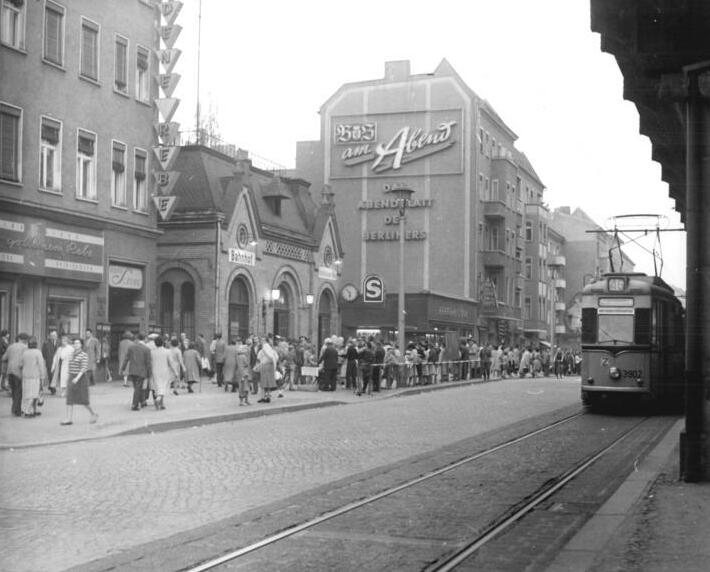
Erstes Stationsgebäude, 1961
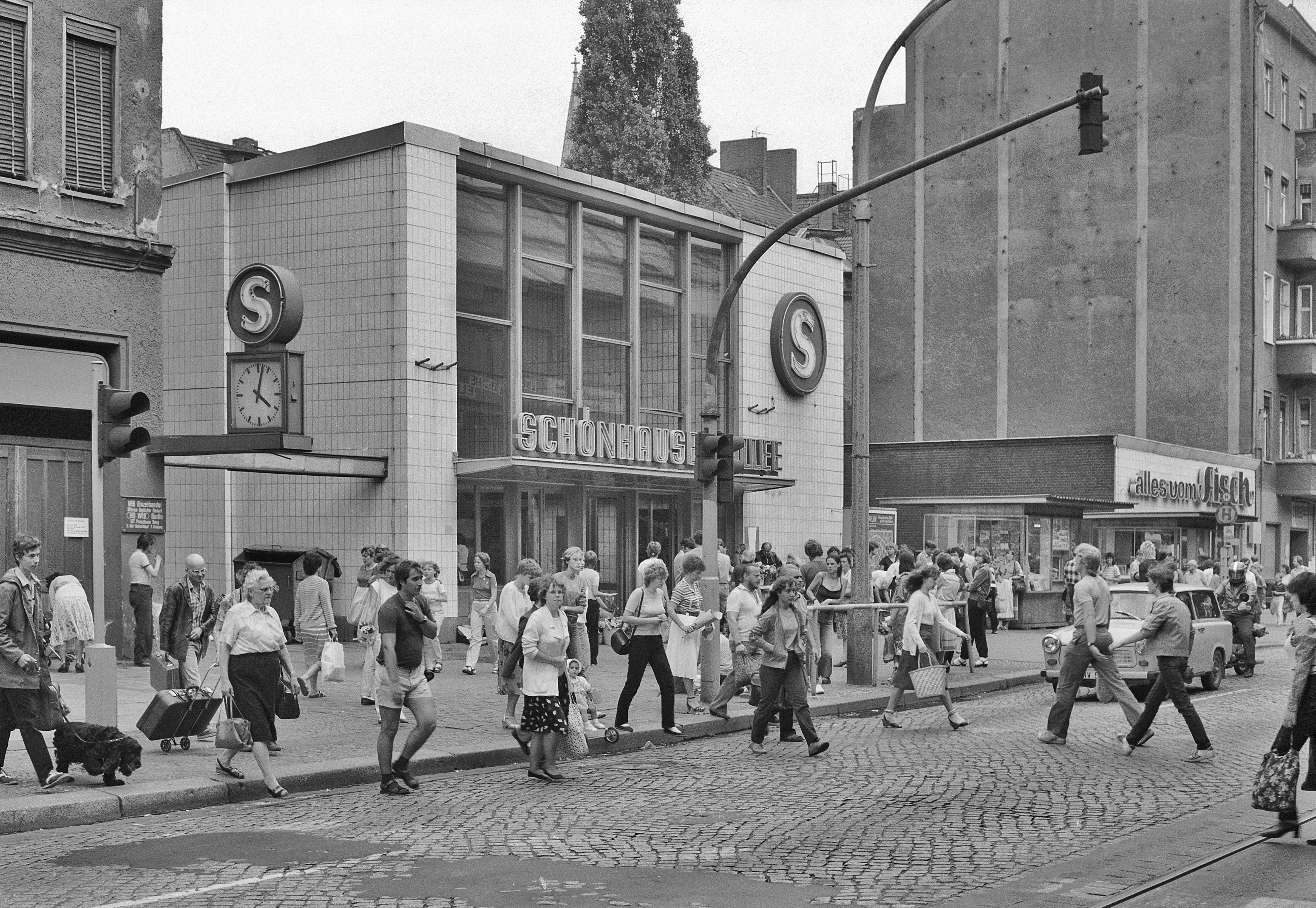
Zweites Stationsgebäude, 1984
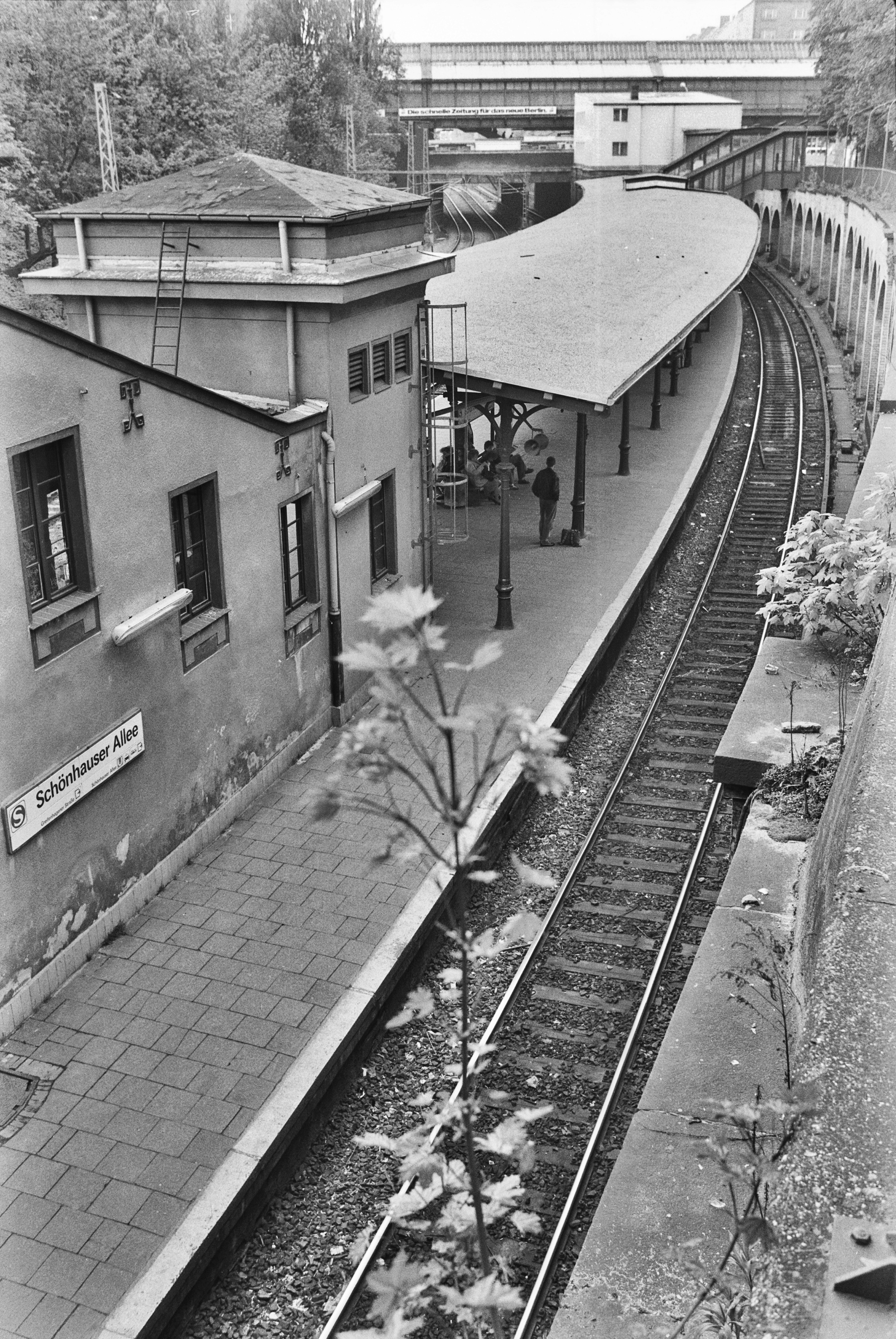
S-Bahnhof, von der Greifenhagener Brücke in Richtung Schönhauser Allee gesehen, 1990

Nach der deutschen Wiedervereinigung plante die mfi Management für Immobilien AG den Bau eines neuen Einkaufszentrums an der Schönhauser Allee direkt über dem Bahnsteig der S-Bahn. Dafür musste zunächst zwischen 1995 und 1997 der S-Bahnsteig komplett saniert werden. Im Zuge der Bahnsteigsanierung wurden auch die beiden Stationsgebäude abgerissen. Die Bauarbeiten für das Einkaufszentrum Schönhauser Allee Arcaden dauerten von 1997 bis 1999, seitdem ist der Bahnsteig beinahe vollständig überdeckt.
Im Frühjahr 2017 wurden die Gewölbebögen der nördlichen Stützwand mit historischen Aufnahmen des Bahnhofs und seines Umfelds versehen.
Entgegen dem Regelabfertigungsverfahren ZAT erfolgt auf diesem Bahnhof die Zugabfertigung zunächst weiterhin durch eine örtliche Aufsicht. Aufgrund der starken Krümmung der Strecke und der Bahnsteigaufbauten muss eine technische Sonderlösung für ZAT-FM entwickelt werden.

## U-Bahnhof

### Planung und Bau
Grundlegendes Ziel der Hochbahngesellschaft, der ersten Betreiberin der Berliner Hoch- und Untergrundbahn, war es, das Zentrum Berlins um den Alexanderplatz zu erschließen. Die Pankower Gemeindeverwaltung hatte 1905 eine Anbindung ihrer Gemeinde gefordert, die staatliche Genehmigung für eine Strecke vom U-Bahnhof Spittelmarkt über den Bahnhof Berlin Alexanderplatz zum Bahnhof Nordring an der Ringbahn folgte am 22. Dezember 1907. Die Bauarbeiten begannen im März 1910.
Wegen der erheblichen Kosten für die unterirdische Strecke am Spittelmarkt und wegen nicht zu verlegender Abwassersammelkanäle unter der Schönhauser Allee wurde die Strecke nicht komplett unterirdisch, sondern mit einem Hochbahnabschnitt mit den Bahnhöfen Danziger Straße (heute: U-Bahnhof Eberswalder Straße) und Nordring (heute: Schönhauser Allee) ausgeführt. 1913 war die Strecke zwischen Spittelmarkt und Nordring fertiggestellt.

### Architektur

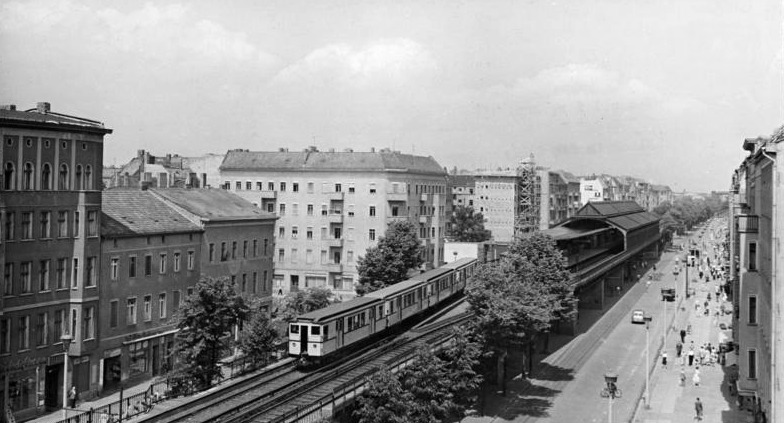
U-Bahnhof Schönhauser Allee, 1960

Die Gestaltung des Bahnhofs Nordring übernahm der aus Schweden stammende Architekt Alfred Grenander, der damals nahezu alle Berliner Hochbahn- und Untergrundbahn-Stationen plante. Zwischen der Architektur dieses Bahnhofs und den Hochbahnhöfen der ersten Berliner U-Bahn wie beispielsweise dem U-Bahnhof Görlitzer Bahnhof gibt es deutliche Unterschiede.

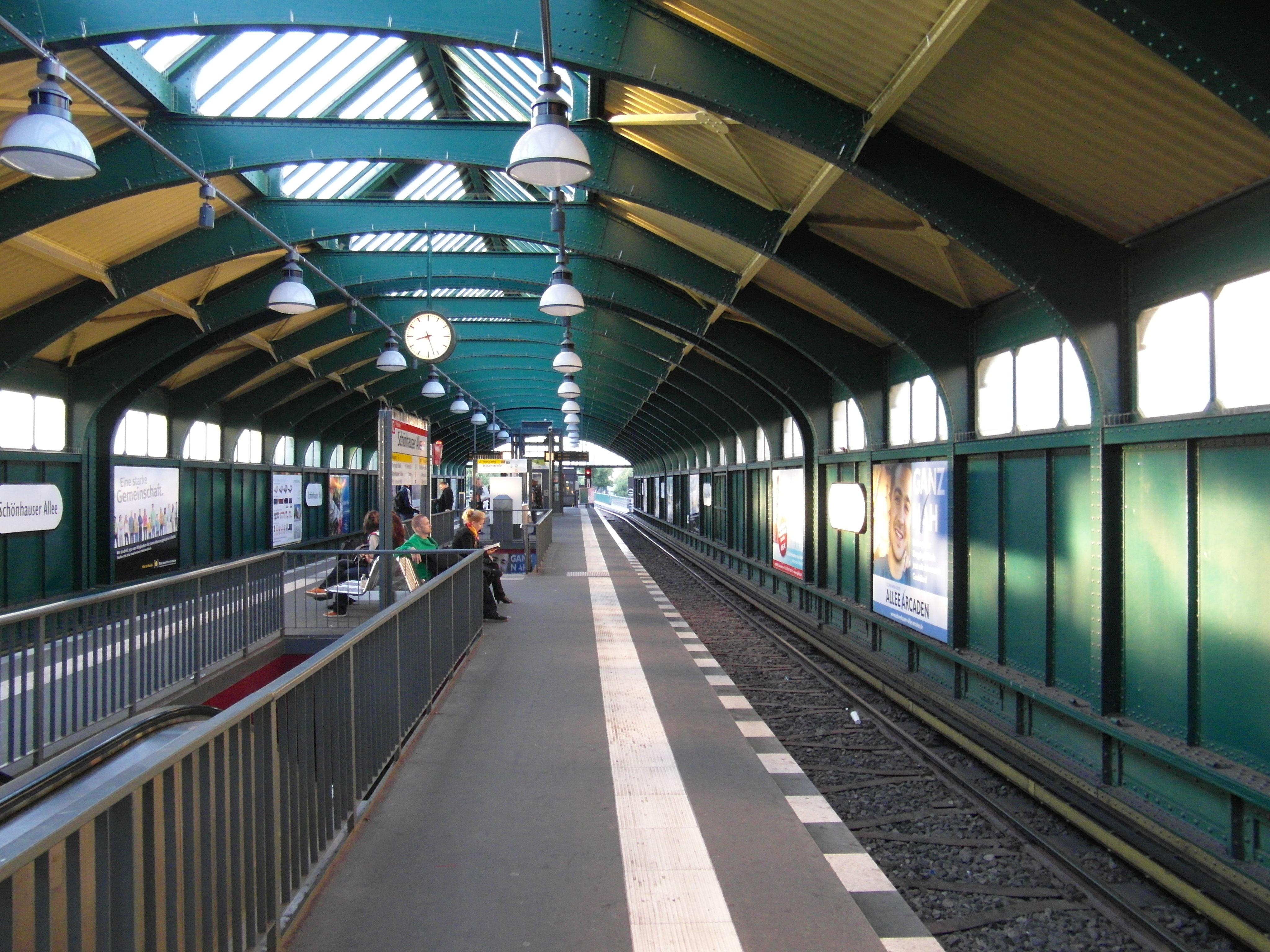
U-Bahnsteig, 2012

Der Bahnhof Nordring besaß einen Mittelbahnsteig, sodass die Hallenwände wegen der nun seitlich fahrenden Züge komplett verdeckt wurden. Um den Bahnhof nicht zu dunkel erscheinen zu lassen, schuf Grenander schmale Lichtbänder und Oberlichter sowohl an den Seitenwänden als auch im Bahnhofsdach. Im Gegensatz zu den ersten Hochbahnhöfen verzichtete Grenander auch auf zusätzliche dekorative Gestaltungselemente, da die Breite der Schönhauser Allee dafür nicht ausreichte.

### Verlängerung bis Pankow (Vinetastraße)
In den Jahren 1925 und 1926 ließ die Hochbahngesellschaft einen zusätzlichen Südausgang errichten, dieser führt zur Stargarder Straße und zur Gleimstraße.
Der Umsteigeverkehr zwischen S-Bahn und U-Bahn am Bahnhof Schönhauser Allee war erheblich. Im Betriebsjahr 1929 stand der Bahnhof mit neun Millionen Fahrgästen pro Jahr hinter dem Bahnhof Potsdamer Platz (13 Millionen), dem Bahnhof Alexanderplatz und dem U-Bahnhof Hallesches Tor (je elf Millionen) bei der U-Bahn an vierter Stelle. Der 90-Sekunden-Takt, der in der Frühspitze notwendig war, konnte aufgrund der ungenügenden Abstellanlage hinter dem Hochbahnhof jedoch häufig nicht eingehalten werden. Daher beschlossen die Stadt Berlin und die Hochbahngesellschaft, die U-Bahn zunächst um eine Station bis zur Vinetastraße zu verlängern. Die Bauarbeiten für die neue Strecke begannen im Jahr 1927. Seit dem 29. Juni 1930 fuhren die Züge der U-Bahn weiter bis zum U-Bahnhof Vinetastraße, sodass die Kehrgleise hinter dem Bahnhof Schönhauser Allee abgebaut werden konnten.
Am 1. Februar 1936 wurden die Namen von S- und U-Bahnhof vereinheitlicht und der U-Bahnhof Nordring in Schönhauser Allee umbenannt.

### Zweiter Weltkrieg und Folgen
Drei Jahre später begann der Zweite Weltkrieg. Ab dem 1. September 1939 mussten alle Lichter verdunkelt werden, was auch die U-Bahn-Züge und besonders die Hochbahn-Stationen betraf. Der Bahnhof Schönhauser Allee überstand den Zweiten Weltkrieg mit geringen Schäden. Ende April 1945 wurde der Zugverkehr wegen der Kampfhandlungen in der Hauptstadt komplett eingestellt.
Am 26. Mai 1945 wurde der U-Bahnhof mit einem eingleisigen Verkehr zwischen Alexanderplatz und Schönhauser Allee wieder in Betrieb genommen, am 8. Juni war der Betrieb wieder zweigleisig möglich. Die Strecke von Schönhauser Allee nach Pankow (Vinetastraße) konnte erst am 1. August 1945 wieder in Betrieb gehen. Mit der Wiedereröffnung des heutigen U-Bahnhofs Mohrenstraße am 18. August 1950 war die heutige Linie U2 wieder vollständig in Betrieb.
Die BVG-Ost errichtete 1955/1956 als Ergänzung zum südlichen und mittleren Ausgang einen weiteren Zugang an der Nordseite des Bahnhofs. Dieser ist mit Sandstein verkleidet und führt in eine schmale Eingangshalle, die mit gelben Fliesen ausgestattet ist.
Mit dem Mauerbau 1961 verlagertern sich die Fahrgastströme erheblich.
Da der im Grenzstreifen gelegene unterirdische S-Bahnhof Potsdamer Platz geschlossen wurde, ließ man die Rolltreppen dort ausbauen und verwendete diese für den Bahnhof Schönhauser Allee. Ein direkter Übergang zwischen S- und U-Bahn mit einem schmalen Tunnel zwischen den beiden Bahnsteigen wurde 1962 eröffnet. Anlässlich der 750-Jahr-Feier Berlins im Jahr 1987 erhielt der U-Bahnhof, wie einige Nachbarbahnhöfe auch, unter anderem einen neuen Anstrich. Eine Grundsanierung blieb jedoch aus.

### Nach der Wiedervereinigung
Zur Verlängerung der U-Bahn-Linie U2 bis zum Bahnhof Pankow sanierte die BVG das gesamte Hochbahn-Viadukt zwischen Senefelderplatz und Vinetastraße, wobei auch der Bahnhof instandgesetzt wurde.
Ab 2004 sanierte die BVG den Bahnhof in Einzelprojekten. So gibt es seitdem einen Aufzug zwischen Bahnsteig und Straßenniveau, 2005/2006 erneuerte die BVG den mittleren Zugang zur S-Bahn, 2007 den Südzugang. 2010 wurde der Bahnhof erneut saniert.

## Anbindung
| Linie | Verlauf | Takt in der HVZ |
| ----- | --- | --------------- |
| ↻ ↺   | Gesundbrunnen – Schönhauser Allee – Prenzlauer Allee – Greifswalder Straße – Landsberger Allee – Storkower Straße – Frankfurter Allee – Ostkreuz – Treptower Park – Sonnenallee – Neukölln – Hermannstraße – Tempelhof – Südkreuz – Schöneberg – Innsbrucker Platz – Bundesplatz – Heidelberger Platz – Hohenzollerndamm – Halensee – Westkreuz – Messe Nord/ZOB – Westend – Jungfernheide – Beusselstraße – Westhafen – Wedding – Gesundbrunnen \|\| 5 min                                                                             |                 |
|       | Birkenwerder – Hohen Neuendorf – Bergfelde – Schönfließ – Mühlenbeck-Mönchmühle – Blankenburg – Pankow-Heinersdorf – Pankow – Bornholmer Straße – Schönhauser Allee – Prenzlauer Allee – Greifswalder Straße – Landsberger Allee – Storkower Straße – Frankfurter Allee – Ostkreuz – Treptower Park – Plänterwald – Baumschulenweg – Schöneweide – Johannisthal – Adlershof – Grünau (– Eichwalde – Zeuthen – Wildau) \|\| 20 min |                 |
|       | Frohnau – Hermsdorf – Waidmannslust – Wittenau (Wilhelmsruher Damm) – Wilhelmsruh – Schönholz – Wollankstraße – Bornholmer Straße – Schönhauser Allee – Prenzlauer Allee – Greifswalder Straße – Landsberger Allee – Storkower Straße – Frankfurter Allee – Ostkreuz – Treptower Park – Plänterwald – Baumschulenweg – Schöneweide (– Johannisthal – Adlershof – Grünau) \|\| 20 min |                 |
|       | Pankow – Vinetastraße – Schönhauser Allee – Eberswalder Straße – Senefelderplatz – Rosa-Luxemburg-Platz – Alexanderplatz – Klosterstraße – Märkisches Museum – Spittelmarkt – Hausvogteiplatz – Stadtmitte – Mohrenstraße – Potsdamer Platz – Mendelssohn-Bartholdy-Park – Gleisdreieck – Bülowstraße – Nollendorfplatz – Wittenbergplatz – Zoologischer Garten – Ernst-Reuter-Platz – Deutsche Oper – Bismarckstraße – Sophie-Charlotte-Platz – Kaiserdamm – Theodor-Heuss-Platz – Neu-Westend – Olympia-Stadion – Ruhleben \|\| 4 min |                 |

Der Bahnhof wird von den Linien S41, S42, S8 und S85 der S-Bahn sowie der Linie U2 der U-Bahn bedient. Es bestehen Umsteigemöglichkeiten zur Straßenbahnlinie M1 und zur Omnibus-Nachtlinie N2 der BVG.